# ناکو میساکی
ناکو میساکی (انگلیسی: Nako Misaki؛ زادهٔ 8 March) صداپیشه اهل ژاپن است. وی از سال ۲۰۲۱ میلادی تاکنون مشغول فعالیت بوده‌است.